# Arona Klinik für Altersmedizin
Die Arona Klinik für Altersmedizin (Eigenschreibweise ARONA Klinik für Altersmedizin) wurde im Januar 2019 am Blumberger Damm 2g im Berliner Ortsteil Biesdorf des Bezirks Marzahn-Hellersdorf  nahe dem Campus des Unfallkrankenhauses Berlin (ukb) als Neubau eröffnet. Das Krankenhaus behandelt ausschließlich Patienten, die 75 Jahre oder älter sind, wenn sie plötzlich erkranken oder sich chronische Krankheiten akut verschlechtern.  Neben einer Akutgeriatrie für stationäre Patienten gibt es auch eine Tagesklinik.

## Geschichte

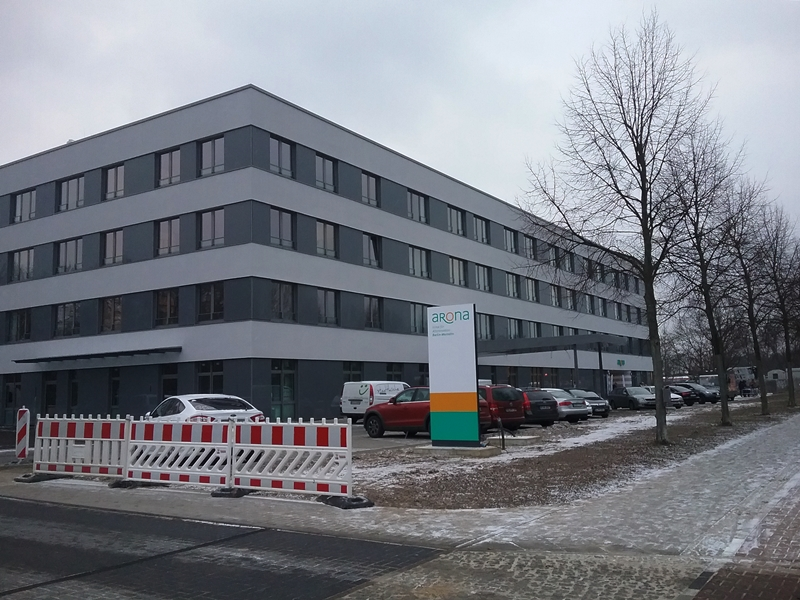
Arona Klinik für Altersmedizin (2019)

Immer wieder stellte sich bei den verschiedenen medizinischen Fachgebieten die Frage, wie ältere Patienten besser behandelt werden können. Die etablierten Standardtherapien wirken häufig nicht wie gewünscht oder wie die Erfahrungen erwarten ließen. Vor allem dauerte die Heilung oder Behandlung auch häufig länger. Daher hatten der Unternehmer Nikolai P. Burkart, der damalige Berliner Gesundheitssenator Mario Czaja sowie Axel Ekkernkamp, der Ärztliche Direktor und Geschäftsführer des ukb beschlossen, eine Spezialklinik für Altersmedizin zu gründen. Auf einem 17.000 m² großen Grundstück entstand die Arona Klinik für Altersmedizin, deren Bau rund 30 Millionen Euro kostete. Sie ist die erste rein privat finanzierte Klinik in Berlin, die vollständig ohne öffentliche Fördergelder errichtet wurde. Am 4. September 2016 vollzog Mario Czaja symbolisch den ersten Spatenstich. Die Architekten Kossel & Partner hatten ein Gebäude entworfen, das helle geschwungene Wände sowie viel Glas auf vier Etagen hat und einen weiten Blick in den Innenhof bietet.

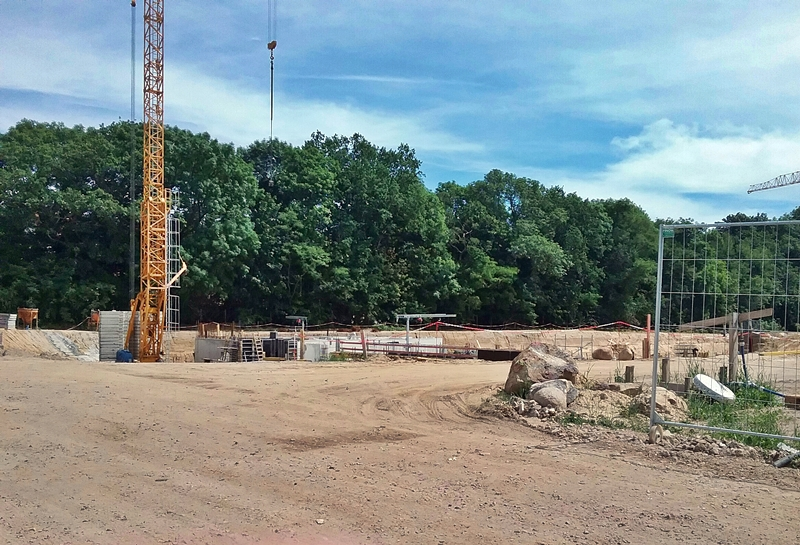
Arona Klinik für Altersmedizin im Bau (2017)

Am 18. Januar 2018 wurde auf dem Grundstück Richtfest gefeiert. Die Eröffnung erfolgte am 25. Januar 2019 mit einem Tag der offenen Tür.

## Beschreibung
Jede Etage besitzt sowohl Einzel- als auch Doppelzimmer sowie Therapie- und Teamräume für die behandelnden Ärzte, für die Pflegekräfte und die Therapeuten. Dazu bietet jede Etage einen großen Raum mit Geräten für Fitness und für Wassertherapie. Für die Patienten gibt es ein virtuelles Training an einer Spielekonsole. Im Gebäude gibt es für die Mitarbeiter und Besucher eine große Cafeteria. Mit dem Haupthaus ist ein Nebengebäude verbunden, das viel Platz für die Verwaltung bietet. Auf dem Dach der Klinik ist ein Restaurant mit Dachterrasse geplant, und es soll eine Tiefgarage geben.
Die Arona Klinik verzichtet weitestgehend auf Papierdokumentationen und dokumentiert nach eigenen Angaben rein digital. Alle Patientendaten sind in einer elektronischen Akte vereint und die Fachkräfte, die auf dem Gebiet der IT kontinuierlich weitergebildet werden, haben mittels mobiler Geräte darauf Zugriff. Die Bettenzahl soll langfristig auf 120 erhöht werden.
Die Namensgebung Arona ist dem Maorischen sowie Hawaiischen entlehnt. Sie bedeutet farbenfroh und steht für ein farbenfrohes Leben auch im hohen Alter.